# Gledališče Cuvilliés
Gledališče Cuvilliés (nemško: Cuvilliés-Theatre) ali Gledališče Stare Residence (Altes Residenztheater) je nekdanje dvorno gledališče v palači Residenz v Münchnu, Bavarska, Nemčija.

## Zgodovina
Volilni knez Maksimilijan III. Josef Bavarski (reg. 1745–1777) je po požaru v dvorani sv. Jurija v Rezidenci, ki je prej služila kot gledališče, naročil gradnjo novega gledališča zunaj palače. Gledališče Residenze je bilo zgrajeno od leta 1751 do 1753 v rokoko slogu pod vodstvom Francoisa de Cuvilliesa. Rezbarjenje je potekalo pod nadzorom Johanna Baptista Strauba.
Narodno gledališče München je bilo leta 1811, zaradi omejenega prostora, zgrajeno ob Rezidenčnem gledališču. Notranjo dekoracijo so nato odstranili pod kraljem Ludvikom I. (reg. 1825–1848), ko je zgradba postala depo Narodnega gledališča, vendar je bilo Rezidenčno gledališče leta 1857 obnovljeno in ponovno odprto pod kraljem Maksimilijanom II. (reg. 1848–1864).
Prvotno je bilo gledališče, kjer je sedanje (novo) Rezidenčno gledališče; po uničenju v drugi svetovni vojni je bilo gledališče obnovljeno v krilu Rezidence. Čeprav je bilo gledališče bombardirano, so lahko izrezljane in pozlačene škatle ponovno uporabili, ker so bile razstavljene in shranjene na varno. Kasneje je bil Residenztheater v 1950-ih natančno rekonstruiran in ponovno odprt leta 1958 pod imenom Cuvillies Theatre s predstavo Mozartove Figarove svatbe. Gledališče je bilo v letih 2004–2008 ponovno prenovljeno in tehnično posodobljeno.

## Arhitektura
Gledališki prostor je okrašen z rdečo in zlato. V štirih nadstropjih je po 14 lož, pritličje ima obliko podkve.
Posebej je treba omeniti ložo volilnega kneza, ki je nasproti odra in se razteza od drugega do tretjega nadstropja. Podpirata jo dva lika Atlasa, ki tvorita vhod. Nad njimi so kariatide, ki podpirajo naslednje nadstropje. Razdelitev sodobne družbe se odraža v različnih značilnostih različnih vrst: loža volilnega kneza je umetniško središče prostora. Sosednje lože so bile za plemstvo in so bogato okrašene. Tako se okras postopoma zmanjšuje glede na rang plemičev in dvornih uradnikov. Razmeroma preprosto opremljeno pritličje je bilo rezervirano za urbano aristokracijo.

## Gledališke predstave
Gledališče je bilo odprto 12. oktobra 1753 s Ferrandinijevo opero Catone in Utici . Pod volilnim knezom Karlom Teodorom, Bavarskim, so dvorno gledališče odprli za javne predstave leta 1795. V njem je bilo veliko oper, ki jih je izvedla Bavarska državna opera, vključno s premiero Mozartove Idomeneje leta 1781 in Abu Hassan Carla Maria von Webra leta 1811. Leta 1831 je je gostoval Ferdinand Raimund. Ernst von Possart je v 1890-ih pripravil več Mozartovih oper v originalni različici. Gledališče Residenze je tudi oder za igre. Prva predstava Ibsenove Hedde Gabler je bila leta 1891. 
14. junija 2008 se je Cuvilliesovo gledališče ponovno odprlo s premierno izvedbo nove produkcije Mozartove Idomeneje, ki jo je postavil Dieter Dorn in jo je dirigiral Kent Nagano. 

## Svetovne premiere
- 2. oktober 1753, Catone v Utici, Giovanni Battista Ferrandini in Metastasio (Rezidenčno gledališče)
- 29. januar 1781, Idomeneo, Wolfgang Amadeus Mozart in Giambattista Varesco (Rezidenčno gledališče)
- 1. februar 1782, Semiramide, Antonio Salieri in Metastasio (Rezidenčno gledališče)
- 27. januar 1807, Ifigenija v Aulisu, Franz Danzi in Karla Regerja (gledališko gledališče)
- 4. junij 1811, Abu Hassan, Carl Maria von Weber in Franz Carl Hiemer (Rezidenčno gledališče)
- 23. december 1812, Jephtas Gelübde, avtorja Giacoma Meyerbeerja in Aloysa Schreiberja (Rezidenčno gledališče)
- 9. november 1817, Teolinde Giacoma Meyerbeerja (gledališko gledališče)
- 28. junij 2000, KANON für geschlossene Gesellschaft, Ruedi Häusermann (gledališče Cuvilliés)
- 27. junij 2002, K-projekt 12/14 Hansa-Jürgena von Boseja (po noveli Franza Kafke Metamorfoze) (gledališče Cuvilliés)
- 17. julija 2003, Das Gesicht im Spiegel avtorja Jörga Widmanna in Rolanda Schimmelpfenniga (gledališče Cuvilliés